# Grębałów (przystanek kolejowy)
Grębałów – zlikwidowany w 2006 roku a zamknięty w 1970 roku przystanek osobowy i ładownia publiczna w Krakowie, w dzielnicy Grębałów, w województwie małopolskim. Został oddany do użytku w 1899 roku przez LKrK.